# Sepp Bradl-Skistadion
Sepp Bradl-Skistadion – kompleks skoczni narciarskich w austriackiej miejscowości Bischofshofen. W skład kompleksu wchodzi Paul-Ausserleitner-Schanze (pol. Skocznia narciarska im. Paula Ausserleitnera), na której corocznie 6 stycznia odbywa się konkurs w ramach Turnieju Czterech Skoczni, kończący turniej. W 1999 roku na skoczni im. Paula Ausserleitnera rozegrano indywidualny i drużynowy konkurs w ramach XXXII Mistrzostw Świata w narciarstwie klasycznym w Ramsau. Poza nią w kompleksie znajdują się również skocznia średnia Laideregg-Schanze (K65) i dwie skocznie małe (K40 i K20).
Obiekt jest bardzo dobrze wkomponowany w otoczenie. Rosnący wokół las dobrze osłania go od wiatru. Wieża startowa jest drewniana, wzmocniona betonem. Od 2003 roku skocznia ma sztuczne oświetlenie, zaś wiosną 2004 roku została wyposażona w igelit.
Skocznia duża nosi imię Paula Ausserleitnera, który w wyniku upadku na tej skoczni doznał śmiertelnych obrażeń i zmarł. Jest to skocznia naturalna, która przez wiele lat istnienia wyróżniała się niezwykłym najazdem: w ogóle nie miała wieży startowej i cały najazd był na naturalnym zboczu, na którym sędziowie wskazywali zawodnikom miejsce rozpoczęcia rozbiegu. Pierwszą, niewielką wieżę startową wybudowano dopiero w roku 1983.
Rekordzistą dużej skoczni jest Dawid Kubacki, który 6 stycznia 2019 roku skoczył tu 145 metrów.
Skocznia K65 co roku gości panie w ramach Pucharu Kontynentalnego kobiet. Podczas jednych z tych zawodów norweska zawodniczka Anette Sagen skoczyła 74 metry, ustanawiając rekord skoczni. W 2004 rekord ten został pobity przez Michaela Grubera (74,5 m). Rekord został wyrównany przez Christopha Stricknera podczas zawodów FIS Cup latem w 2005. Ostatecznie, w styczniu 2006 pobił go Martin Machreich.

## Parametry skoczni dużej
- Punkt konstrukcyjny: 125 m[2]
- Wielkość skoczni (HS): 142 m[5]
- Długość najazdu: 118,5 m (przed przebudową w 2003 r. 149 m[3])
- Nachylenie najazdu: 27°
- Długość progu: 6,5 m
- Nachylenie progu: 11°
- Wysokość progu: 4,5 m
- Nachylenie zeskoku: 35°

## Rekordziści skoczni dużej
| Rekordy zimowe | Rekordy zimowe   | Rekordy zimowe        | Rekordy zimowe | Rekordy zimowe                                     |
| Lp.            | Data             | Zawodnik              | Odległość      | Uwagi                                              |
| -------------- | ---------------- | --------------------- | -------------- | -------------------------------------------------- |
| 1.             | 26 grudnia 1947  | Josef Bradl           | 86 m           | rekordy nieoficjalne                               |
| 2.             | 26 grudnia 1948  | Josef Bradl           | 94 m           | rekordy nieoficjalne                               |
| 3.             | 27 lutego 1949   | Rudi Gering           | 100 m          | rekordy nieoficjalne                               |
| 4.             | 27 lutego 1949   | Josef Weiler          | 102 m          | rekordy nieoficjalne                               |
| 5.             | 26 grudnia 1950  | Josef Bradl           | 107,5 m        | rekordy nieoficjalne                               |
| 6.             | 11 stycznia 1953 | Halvor Næs            | 94 m           | 1. Turniej Czterech Skoczni                        |
| 7.             | 6 stycznia 1957  | Eino Kirjonen         | 94 m           | 5. Turniej Czterech Skoczni                        |
| 8.             | 6 stycznia 1959  | Walter Habersatter    | 94 m           | 7. Turniej Czterech Skoczni                        |
| 9.             | 6 stycznia 1960  | Wolfgang Happle       | 95 m           | 8. Turniej Czterech Skoczni                        |
| 10.            | 6 stycznia 1961  | Wolfgang Happle       | 99 m           | 9. Turniej Czterech Skoczni                        |
| 11.            | 6 stycznia 1964  | Józef Przybyła        | 100 m          | 12. Turniej Czterech Skoczni                       |
| 12.            | 6 stycznia 1965  | Piotr Kowalenko       | 100,5 m        | 13. Turniej Czterech Skoczni                       |
| 13.            | 6 stycznia 1965  | Bjørn Wirkola         | 103 m          | 13. Turniej Czterech Skoczni                       |
| 14.            | 6 stycznia 1965  | Dalibor Motejlek      | 103 m          | 13. Turniej Czterech Skoczni                       |
| 15.            | 5 stycznia 1974  | Bernd Eckstein        | 106 m          | 22. Turniej Czterech Skoczni                       |
| 16.            | 6 stycznia 1975  | Rudolf Höhnl          | 106 m          | 23. Turniej Czterech Skoczni                       |
| 17.            | 6 stycznia 1976  | Toni Innauer          | 108 m          | 24. Turniej Czterech Skoczni                       |
| 18.            | 6 stycznia 1981  | Armin Kogler          | 108 m          | 29. Turniej Czterech Skoczni, Puchar Świata        |
| 19.            | 6 stycznia 1983  | Klaus Ostwald         | 109 m          | 31. Turniej Czterech Skoczni, Puchar Świata        |
| 20.            | 6 stycznia 1983  | Jens Weißflog         | 110 m          | 31. Turniej Czterech Skoczni, Puchar Świata        |
| 21.            | 6 stycznia 1983  | Steinar Bråten        | 110 m          | 31. Turniej Czterech Skoczni, Puchar Świata        |
| 22.            | 6 stycznia 1983  | Olav Hansson          | 110,5 m        | 31. Turniej Czterech Skoczni, Puchar Świata        |
| 23.            | 6 stycznia 1984  | Jens Weißflog         | 114 m          | 32. Turniej Czterech Skoczni, Puchar Świata        |
| 24.            | 6 stycznia 1987  | Andreas Felder        | 115 m          | 35. Turniej Czterech Skoczni, Puchar Świata        |
| 25.            | 6 stycznia 1992  | Toni Nieminen         | 122 m          | 40. Turniej Czterech Skoczni, Puchar Świata        |
| 26.            | 22 lutego 1992   | Andreas Felder        | 122 m          | rekord nieoficjalny                                |
| 27.            | 6 stycznia 1993  | Noriaki Kasai         | 127,5 m        | 41. Turniej Czterech Skoczni, Puchar Świata        |
| 28.            | 5 stycznia 1994  | Espen Bredesen        | 130,5 m        | 42. Turniej Czterech Skoczni, Puchar Świata        |
| 29.            | 23 lutego 1999   | Andreas Widhölzl      | 131 m          | XXXII Mistrzostwa Świata w narciarstwie klasycznym |
| 30.            | 23 lutego 1999   | Dieter Thoma          | 136 m          | XXXII Mistrzostwa Świata w narciarstwie klasycznym |
| 31.            | 23 lutego 1999   | Sven Hannawald        | 137 m          | XXXII Mistrzostwa Świata w narciarstwie klasycznym |
| 32.            | 6 stycznia 2002  | Sven Hannawald        | 139 m          | 50. Turniej Czterech Skoczni, Puchar Świata        |
| 33.            | 18 stycznia 2004 | Olav Magne Dønnem     | 140,5 m        | Puchar Kontynentalny                               |
| 34.            | 6 stycznia 2005  | Daiki Itō             | 143 m          | 53. Turniej Czterech Skoczni, Puchar Świata        |
| 35.            | 5 stycznia 2008  | Gregor Schlierenzauer | 145 m          | rekord nieoficjalny, trening                       |
| 36.            | 5 stycznia 2017  | Andreas Wellinger     | 144,5 m        | 65. Turniej Czterech Skoczni, Puchar Świata        |
| 37.            | 6 stycznia 2019  | Dawid Kubacki         | 145,0 m        | 67. Turniej Czterech Skoczni, Puchar Świata        |

| Rekordy letnie | Rekordy letnie       | Rekordy letnie  | Rekordy letnie | Rekordy letnie                            |
| Lp.            | Data                 | Zawodnik        | Odległość      | Uwagi                                     |
| -------------- | -------------------- | --------------- | -------------- | ----------------------------------------- |
| 1.             | 4 lipca 2004         | Andreas Kofler  | 147 m          | rekord nieoficjalny                       |
| 2.             | 2 września 2005      | Petter Tande    | 142 m          | Letnie Grand Prix w kombinacji norweskiej |
| 3.             | 3 września 2005      | Jakub Janda     | 140,5 m        | Letnie Grand Prix w skokach narciarskich  |
| 4.             | 2 września 2007      | Bernhard Gruber | 143,5 m        | Letnie Grand Prix w kombinacji norweskiej |
| 5.             | 19 października 2008 | Martin Koch     | 143,5 m        | Mistrzostwa Austrii                       |
| 6.             | 12 września 2021     | Klemens Murańka | 148 m          | Letni Puchar Kontynentalny                |

## Zawody międzynarodowe w skokach narciarskich rozegrane na skoczni im. Paula Ausserleitnera
Stan po zakończeniu sezonu 2014/2015

### Mistrzostwa świata
| Lp. | Data           | Uwagi        | 1. miejsce                                                                           | 2. miejsce                                                                                 | 3. miejsce                                                                                             |
| --- | -------------- | ------------ | ------------------------------------------------------------------------------------ | ------------------------------------------------------------------------------------------ | --- |
| 1.  | 20 lutego 1999 | drużynowy    | Niemcy 1. Sven Hannawald · 2. Christof Duffner · 3. Dieter Thoma · 4. Martin Schmitt | Japonia 1. Noriaki Kasai · 2. Hideharu Miyahira · 3. Masahiko Harada · 4. Kazuyoshi Funaki | Austria 1. Andreas Widhölzl · 2. Martin Höllwarth · 3. Reinhard Schwarzenberger · 4. Stefan Horngacher |
| 2.  | 21 lutego 1999 | indywidualny | Martin Schmitt                                                                       | Sven Hannawald                                                                             | Hideharu Miyahira                                                                                      |

### Turniej Czterech Skoczni
Od 1953 roku w Bischofshofen corocznie rozgrywany jest jeden z konkursów w ramach Turnieju Czterech Skoczni (w 2008 roku rozegrano dwa konkursy; jeden z nich zastąpił zawody, które nie odbyły się na skoczni Bergisel w Innsbrucku). Od 1980 roku zawody te zaliczane są do klasyfikacji Pucharu Świata.

### Letnie Grand Prix
Konkurs Letniego Grand Prix w skokach narciarskich rozegrano w Bischofshofen jeden raz. Zwycięzcą został Szwajcar Andreas Küttel. Spośród Polaków najlepsze miejsce zajął Kamil Stoch, który był piętnasty. 20. lokatę zajął Adam Małysz, a ostatnie 50. miejsce zajął Krystian Długopolski. W kwalifikacjach wystartował również Piotr Żyła, lecz nie awansował do konkursu.
| Lp. | Data            | 1. miejsce     | 2. miejsce  | 3. miejsce      |
| --- | --------------- | -------------- | ----------- | --------------- |
| 1.  | 3 września 2005 | Andreas Küttel | Jakub Janda | Michael Uhrmann |

### Puchar Kontynentalny
| Lp.              | Data             | 1. miejsce                                                   | 2. miejsce                                                   | 3. miejsce                                                   |
| ---------------- | ---------------- | ------------------------------------------------------------ | ------------------------------------------------------------ | ------------------------------------------------------------ |
| 1.               | 4 stycznia 2001  | Veli-Matti Lindström                                         | Akseli Lajunen                                               | Kai Bracht                                                   |
| 2.               | 12 stycznia 2002 | Michael Neumayer                                             | Kai Bracht                                                   | Kalle Keituri                                                |
| 3.               | 13 stycznia 2002 | Pekka Salminen                                               | Michael Neumayer                                             | Wolfgang Loitzl                                              |
| 4.               | 4 stycznia 2003  | Jussi Hautamäki                                              | Michael Neumayer Risto Jussilainen                           |                                                              |
| 5.               | 17 stycznia 2004 | Olav Magne Dønnem                                            | Ferdinand Bader                                              | Stefan Pieper                                                |
| 6.               | 18 stycznia 2004 | Olav Magne Dønnem                                            | Ferdinand Bader                                              | Balthasar Schneider                                          |
| 7.               | 22 stycznia 2005 | Janne Happonen                                               | Balthasar Schneider                                          | Antonín Hájek                                                |
| 8.               | 23 stycznia 2005 | Balthasar Schneider                                          | Florian Liegl                                                | Roland Müller                                                |
| 9.               | 11 marca 2006    | Bine Zupan                                                   | Arthur Pauli                                                 | Robert Kranjec                                               |
| 10.              | 12 marca 2006    | Robert Kranjec                                               | Balthasar Schneider                                          | Veli-Matti Lindström                                         |
| 11.              | 17 stycznia 2009 | Christian Ulmer                                              | Lukas Müller                                                 | Kenneth Gangnes                                              |
| 12.              | 18 stycznia 2009 | Vegard Haukø Sklett                                          | Lukas Müller                                                 | Lukáš Hlava                                                  |
| 13.              | 23 stycznia 2010 | David Unterberger                                            | Michael Hayböck                                              | Martin Cikl                                                  |
| 14.              | 24 stycznia 2010 | David Unterberger                                            | Manuel Fettner                                               | Michael Hayböck                                              |
| 15.              | 29 stycznia 2011 | Stefan Thurnbichler                                          | Maximilian Mechler                                           | Felix Brodauf                                                |
| 16.              | 30 stycznia 2011 | Stefan Thurnbichler                                          | Felix Schoft                                                 | Maximilian Mechler                                           |
| 17.              | 28 stycznia 2012 | Stefan Kraft                                                 | Robert Hrgota                                                | Vegard Swensen                                               |
| 18.              | 29 stycznia 2012 | Anže Lanišek                                                 | Aleksander Zniszczoł                                         | Klemens Murańka                                              |
| 19.              | 19 stycznia 2013 | Manuel Fettner                                               | Martin Koch                                                  | Marinus Kraus                                                |
| 20.              | 20 stycznia 2013 | Manuel Fettner                                               | Martin Koch                                                  | Čestmír Kožíšek                                              |
|                  | 25 stycznia 2014 | Zawody odwołano z powodu wysokich temperatur i braku śniegu. | Zawody odwołano z powodu wysokich temperatur i braku śniegu. | Zawody odwołano z powodu wysokich temperatur i braku śniegu. |
| 26 stycznia 2014 |                  | Zawody odwołano z powodu wysokich temperatur i braku śniegu. | Zawody odwołano z powodu wysokich temperatur i braku śniegu. | Zawody odwołano z powodu wysokich temperatur i braku śniegu. |
| 21.              | 30 stycznia 2016 | Karl Geiger                                                  | Karl Geiger                                                  | Thomas Hofer                                                 |
| 22.              | 31 stycznia 2016 | Markus Eisenbichler                                          | Alex Insam                                                   | Piotr Żyła                                                   |
| 23.              | 28 stycznia 2017 | Clemens Aigner                                               | Tomáš Vančura                                                | Simon Ammann                                                 |
| 24.              | 29 stycznia 2017 | Tomáš Vančura                                                | Simon Ammann                                                 | Clemens Aigner                                               |
| 25.              | 10 stycznia 2018 | Tom Hilde                                                    | Andreas Wank                                                 | Čestmír Kožíšek                                              |
| 26.              | 11 stycznia 2018 | David Siegel                                                 | Andreas Wank                                                 | Marius Lindvik                                               |
| 27.              | 12 stycznia 2019 | Clemens Aigner                                               | Žiga Jelar                                                   | Felix Hoffmann                                               |
| 28.              | 12 stycznia 2019 | Žiga Jelar                                                   | Clemens Aigner                                               | Severin Freund                                               |
| 29.              | 11 stycznia 2020 | Clemens Leitner                                              | Stefan Huber                                                 | Clemens Aigner                                               |
| 30.              | 12 stycznia 2020 | Clemens Aigner                                               | Clemens Leitner                                              | Stefan Huber                                                 |